# Первомайское (Никольский район)
Первомайское (укр. Первомайське) — село на Украине, находится в Никольском районе Донецкой области.
Код КОАТУУ — 1421787003. Население по переписи 2001 года составляет 133 человека. Почтовый индекс — 87050. Телефонный код — 6246.

## Происхождение названия
Село было названо в честь праздника весны и труда Первомая, отмечаемого в различных странах 1 мая; в СССР он назывался Международным днём солидарности трудящихся.
На территории Украинской ССР имелись 50 населённых населённых пунктов с названием Першотравневое и 27 — с названием Первомайское.
В Донецкой области в границах 2014 г. находятся семь одноимённых населённых пунктов, в том числе два - в Тельмановском районе: село Первомайское к востоку от Тельманова, село Первомайское к западу от Мичурина; сёла Первомайское в Добропольском районе; Первомайское в Никольском районе; Первомайское в Новоазовском районе; Первомайское в Ясиноватском районе; посёлок Первомайское Снежнянского городского совета.

## Адрес местного совета
87050, Донецкая область, Никольский р-н, с. Тополиное, ул. Шкильна, 11, 2-61-31